# Santa Sofía en Vía Boccea (título cardenalicio)
Santa Sofía en Vía Boccea es un título cardenalicio de la Iglesia católica. Fue instituido por el papa Juan Pablo II en 1985.

## Titulares
- Miroslav Iván Lubachivsky (25 de mayo de 1985 - 14 de diciembre de 2000)
- Lubomyr Husar, M.S.U. (21 de febrero de 2001 - 31 de mayo de 2017)
- Mykola Petróvich Bychok, C.Ss.R. (7 de diciembre de 2024)